# Herbier national des Pays-Bas
L’Herbier national des Pays-Bas (en néerlandais : Nationaal Herbarium Nederland, abrégé en NHN) résulte de la fusion, en 1999, des trois grands herbiers universitaires des Pays-Bas : le Rijksherbarium (ancien herbier de l'État) de Leyde, le musée botanique et herbier d'Utrecht et l'herbarium Vadense de Wageningue. Depuis la fermeture le 1er juin 2008 de l'herbier d'Utrecht, il est organisé sur deux implantations, Leyde et Wageningue. Avec une collection de quelque 5,5 millions de spécimens, il figure parmi les cinq plus grands herbiers d'Europe et les dix plus grands du monde.
L'Herbier national des Pays-Bas fait partie du Centre de biodiversité Naturalis, avec les collections du musée zoologique (nl) d'Amsterdam, du musée national d'histoire naturelle et du musée national de géologie et de minéralogie (en) de Leyde.

## Sources
- (nl) Cet article est partiellement ou en totalité issu de l’article de Wikipédia en néerlandais intitulé « Nationaal Herbarium Nederland » (voir la liste des auteurs).